# 우메코지 증기 기관차관

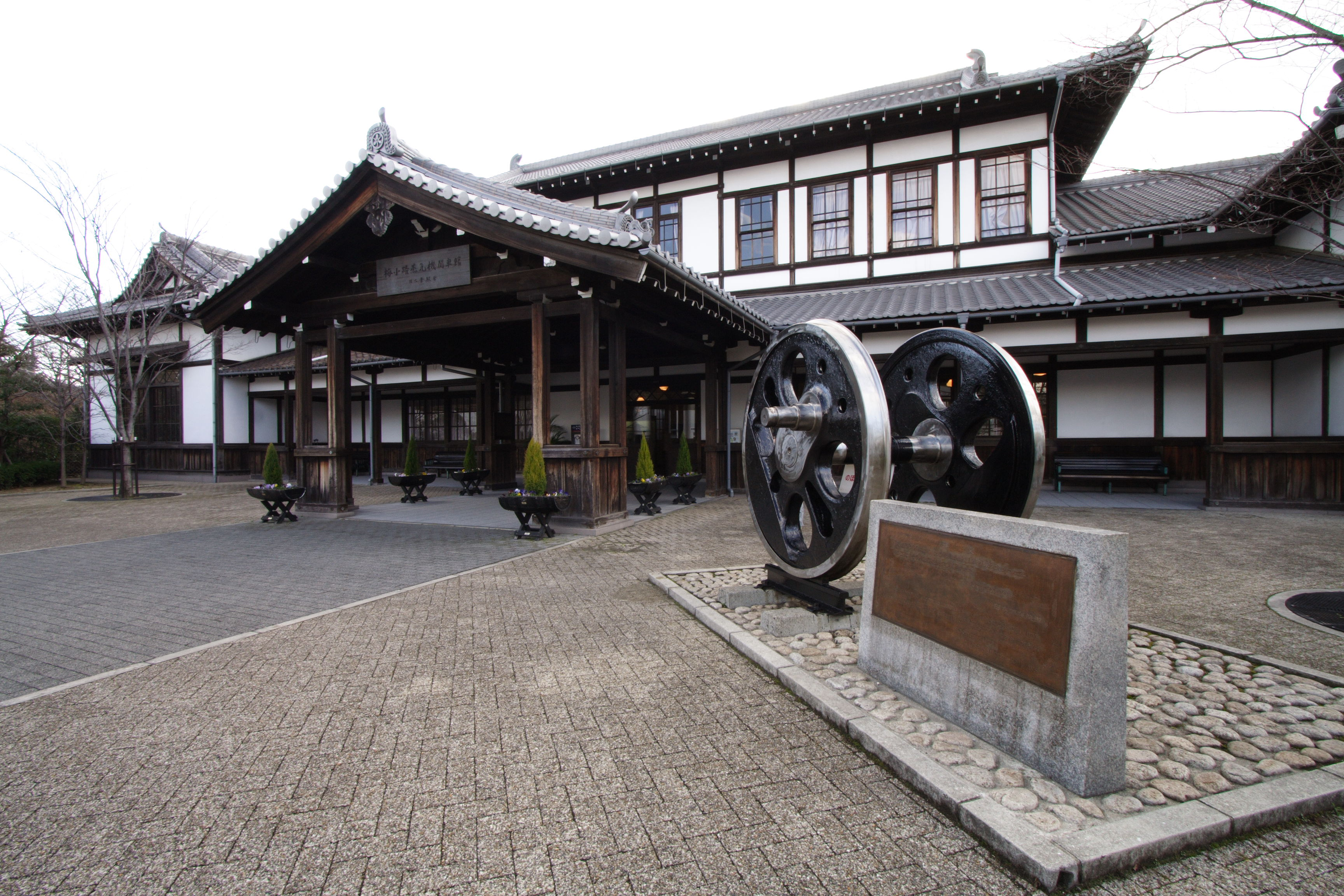
우메코지 증기 기관차관

우메코지 증기 기관차관(일본어: 梅小路蒸気機関車館)은 일본 교토부 교토시 시모교구에 위치한 철도 박물관이다. 1972년 10월 10일에 개관하였다. 서일본 여객철도(JR 서일본)가 보유하고 재단법인 교통문화진흥재단(財団法人交通文化振興財団)이 운영한다.
일본에서 사용된 증기 기관차 19량을 보존 및 전시한다.
기관구내 사용 공구, 보존 차량, 건물이 문화재로 등록되어 있다.

## 소속 차량
우메코지 증기 기관차관은 우메코지 운전구(일본어: 梅小路運転区, 소속차량표기:梅)이라는 차량기지이기도 하다.
증기기관차의 유지 보수 및 사가노 관광철도의 디젤기관차의 관리도 담당한다.
우메코지 운전구에 소속된 차량들은 다음과 같다.(C56 160, C57 1 이외의 증기 기관차는 움직이더라도 본선주행이 불가능하다.)
- C56 160(동태보전)
- C57 1(동태보전, 야마구치호 견인기)
- C61 2(전시 전용, 구내한정으로 동태보전)
- C62 2(전시 전용, 구내한정으로 동태보전)
- D51 200(전시 전용, 구내한정으로 동태보전)
- DE10형 디젤 기관차(1118호기, 1156호기)

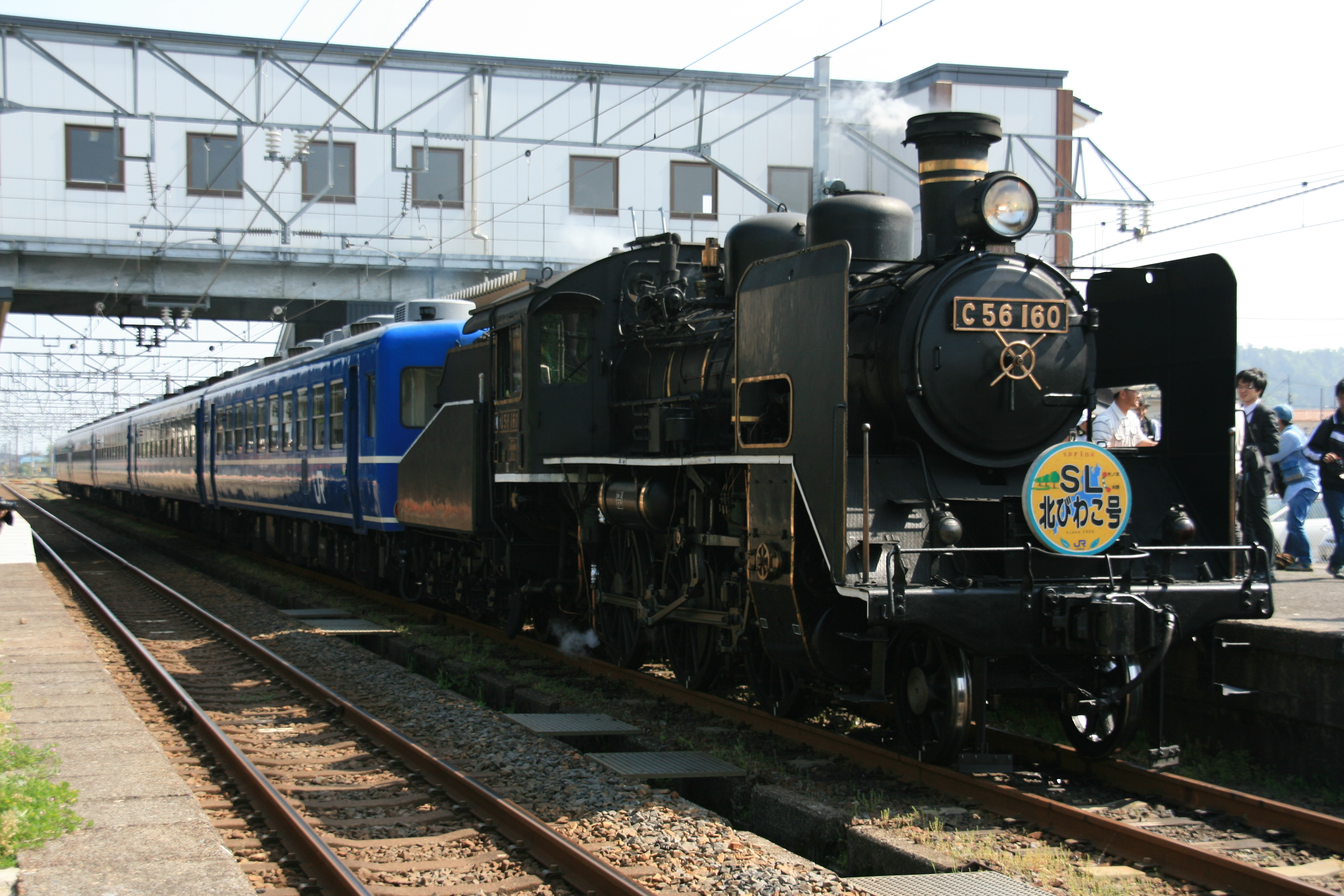
C56 160
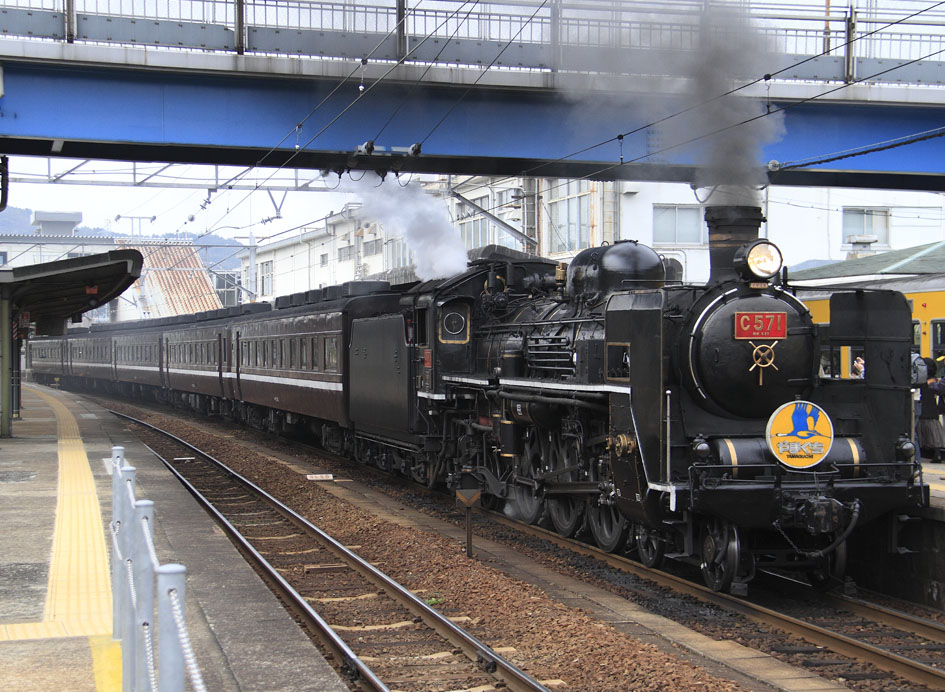
C57 1
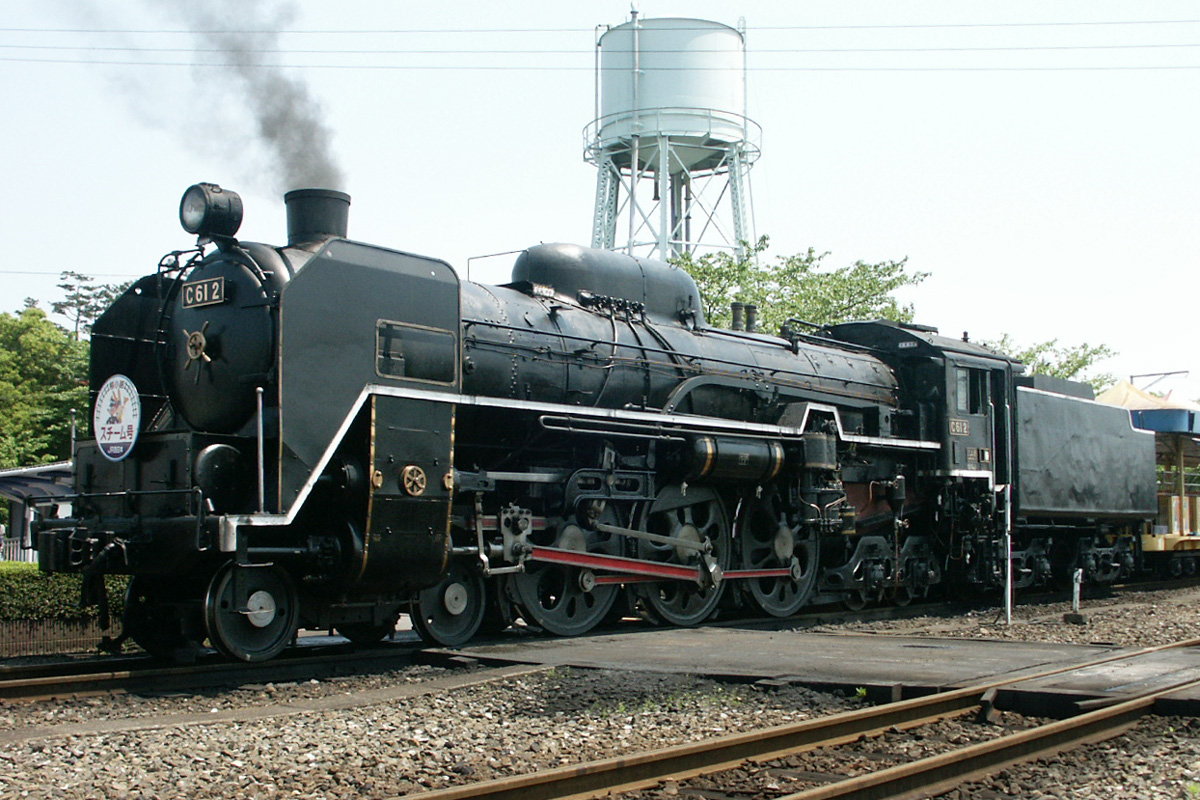
C61 2
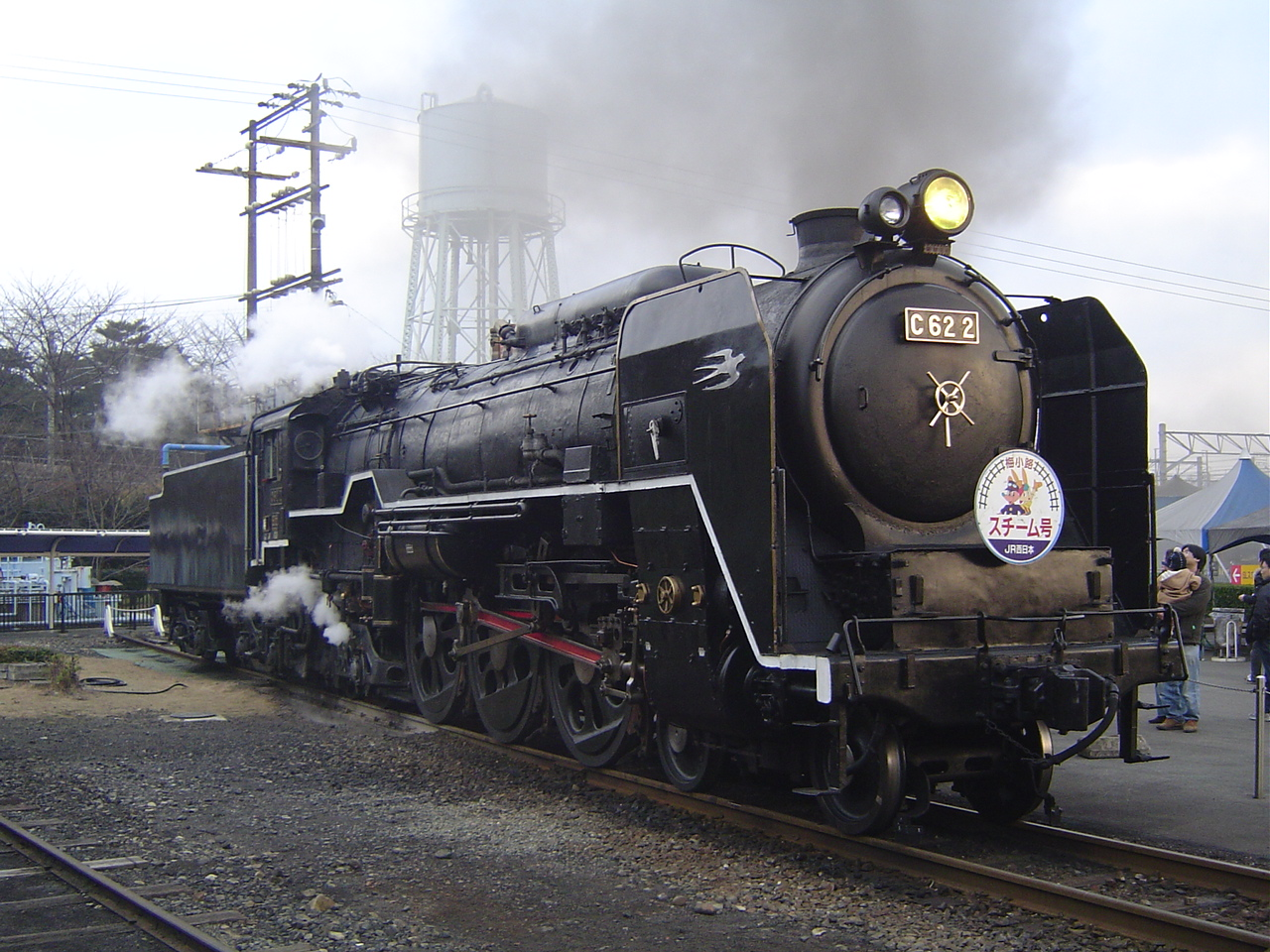
C62 2
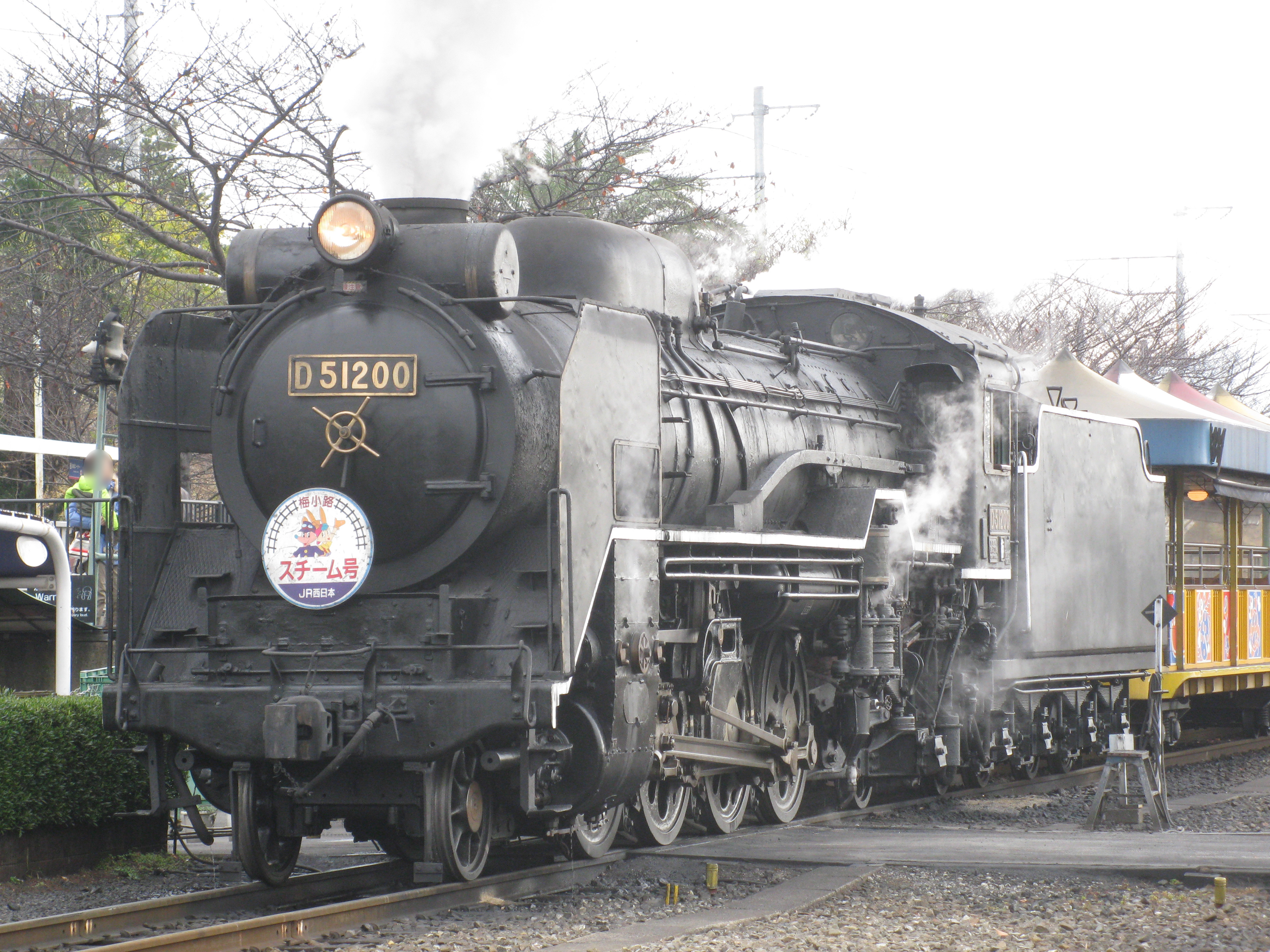
D51 200

## 보존된 차량
- 8630(구내한정으로 동태 보존)
- 9633
- 1080(일본광업으로부터 2009년도에 양도)
- B20 10(구내한정으로 동태 보존)
- C11 64
- C51 239(고료샤 견인기로 활약)
- C53 45(일본 유일의 3실린더 증기기관차)
- C55 1
- C58 1
- C59 164
- C62 1
- D50 140
- D51 1
- D52 468

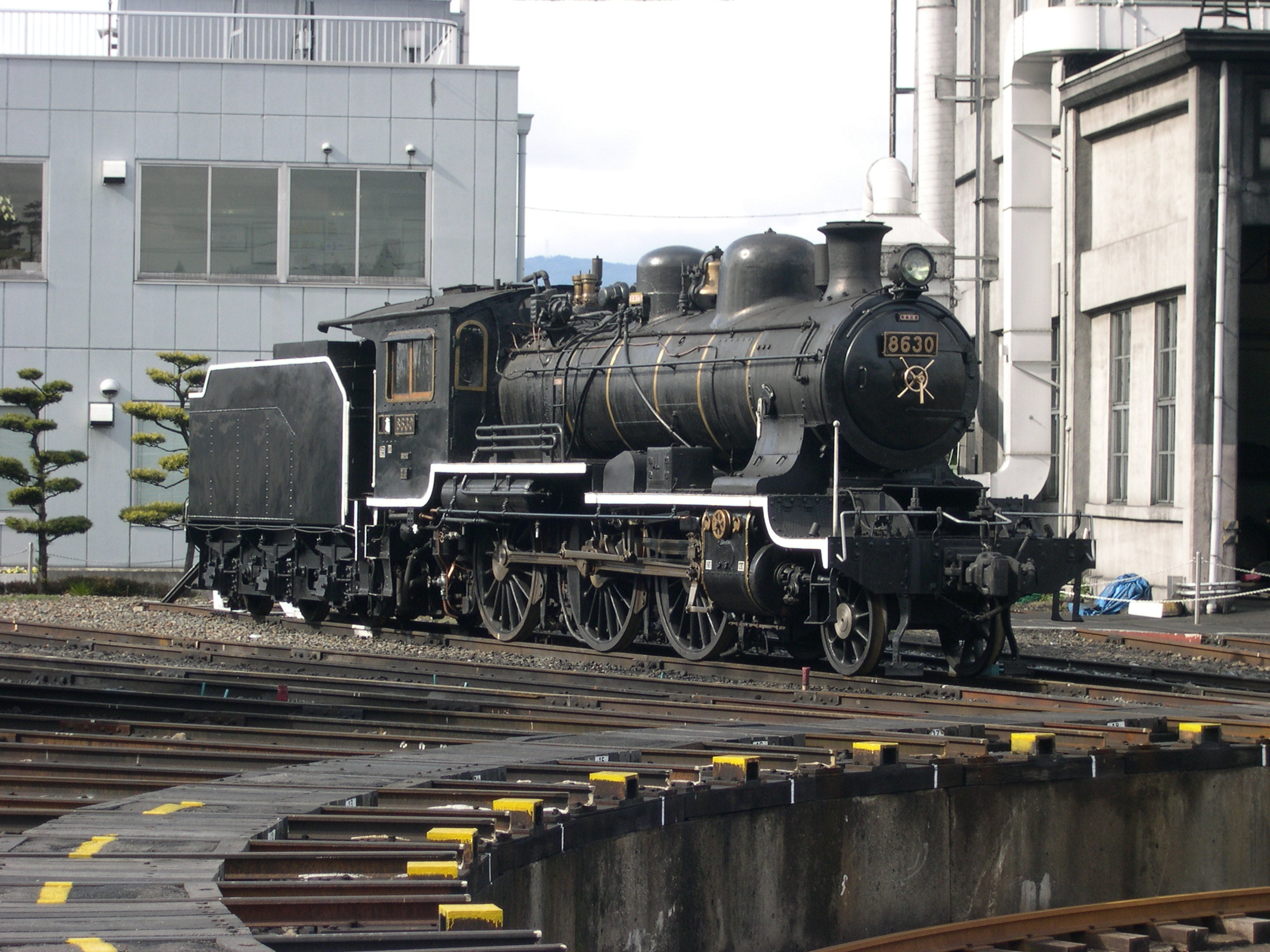
8630
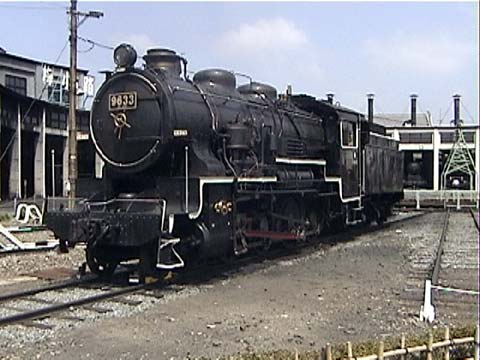
9633
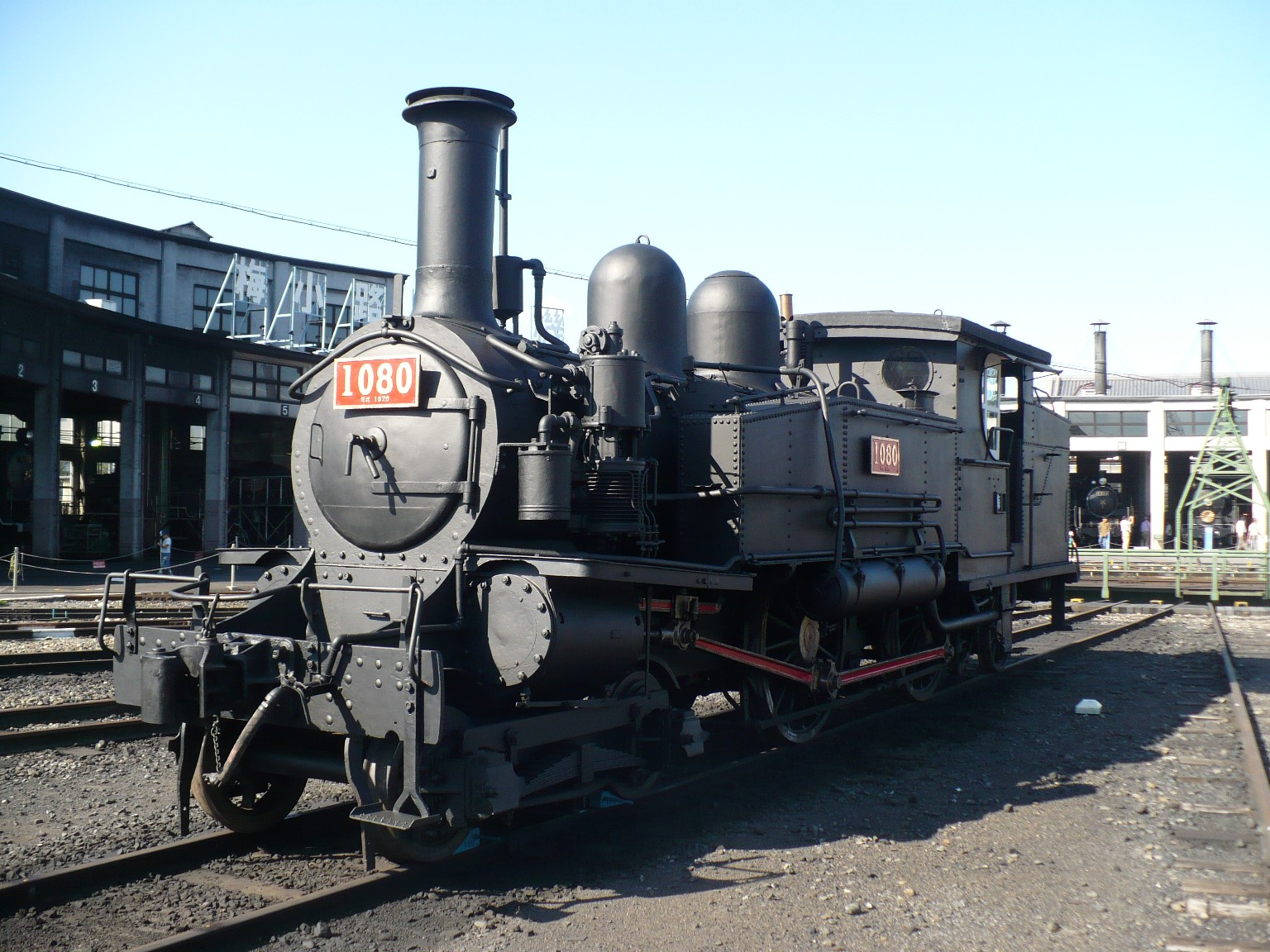
1080
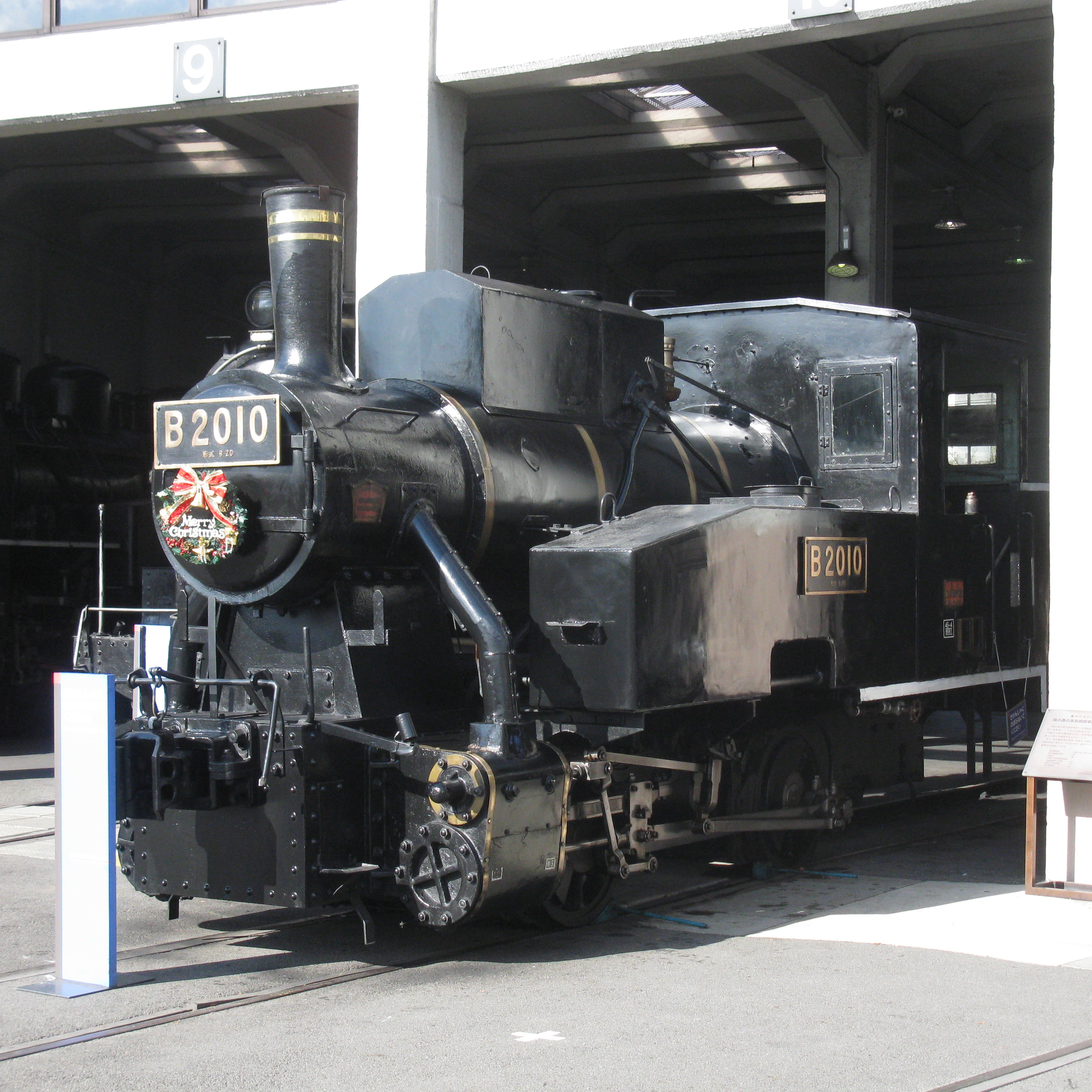
B20 10
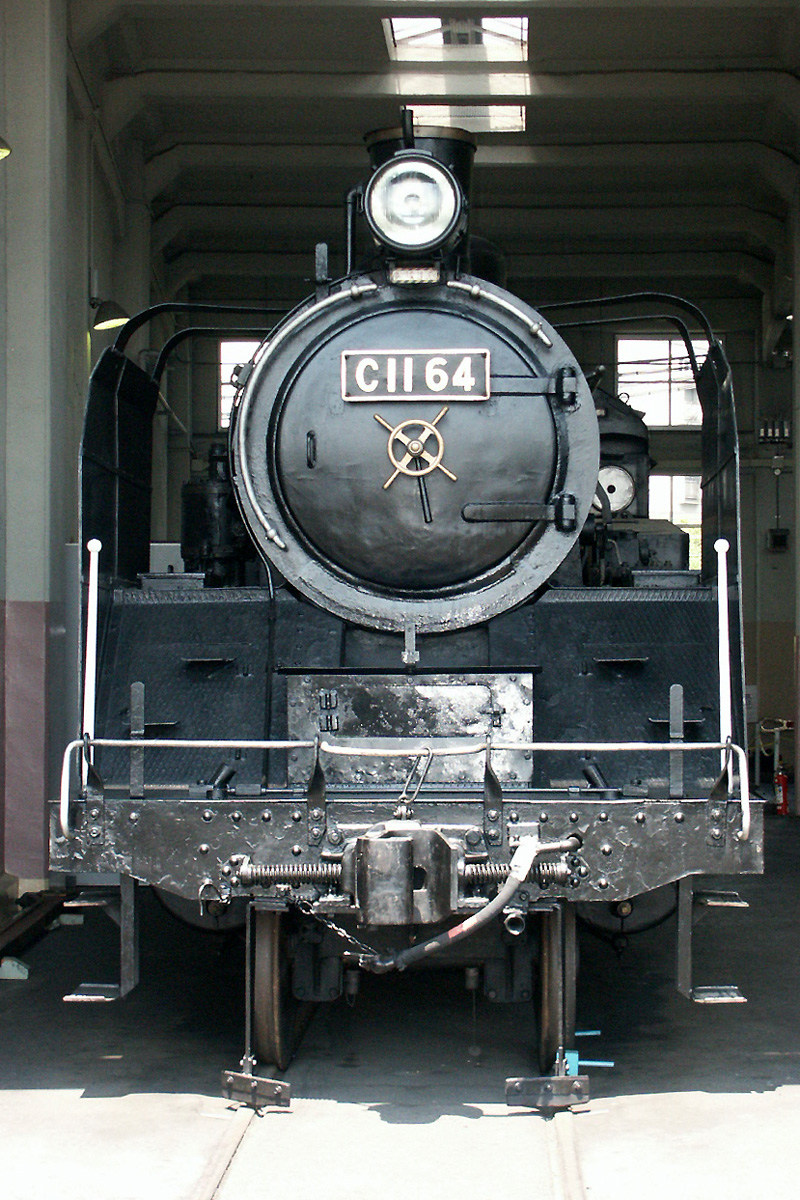
C11 64
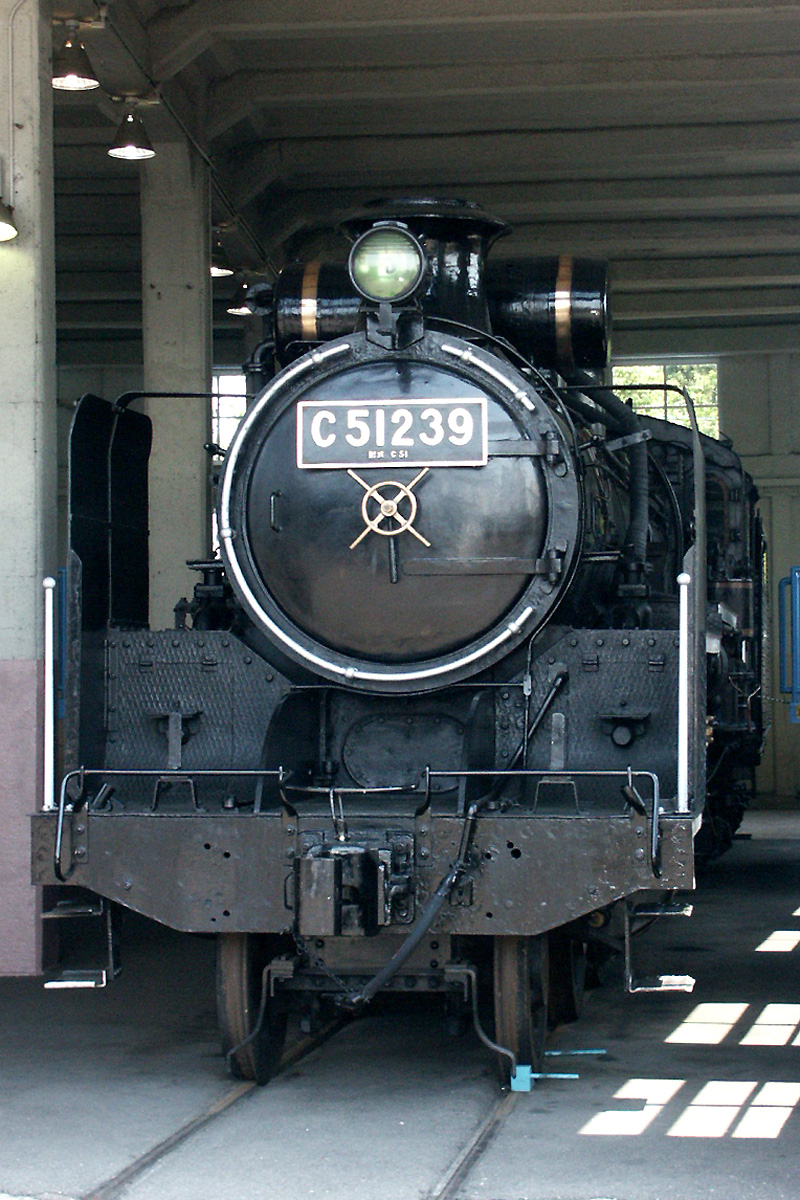
C51 239
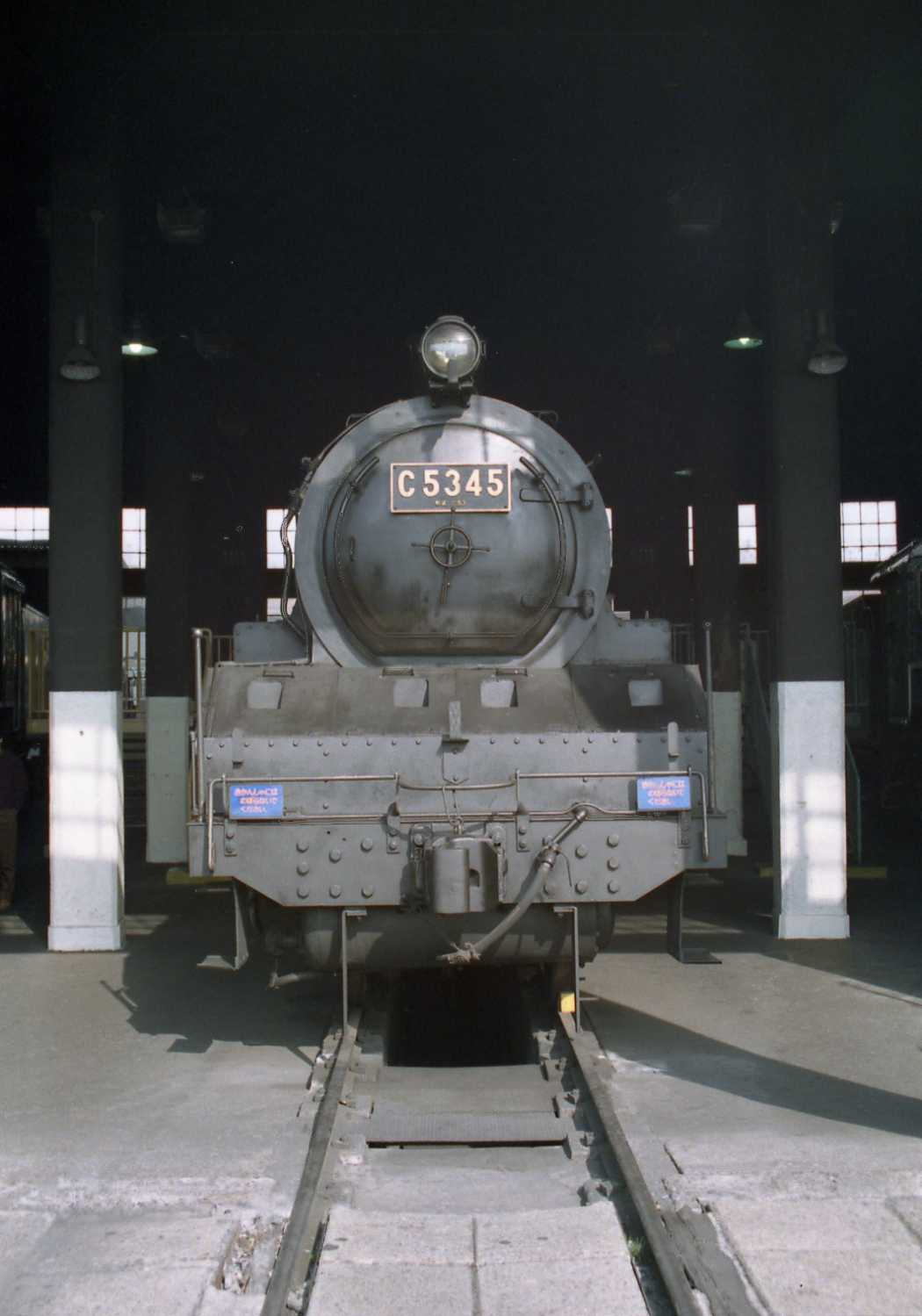
C53 45
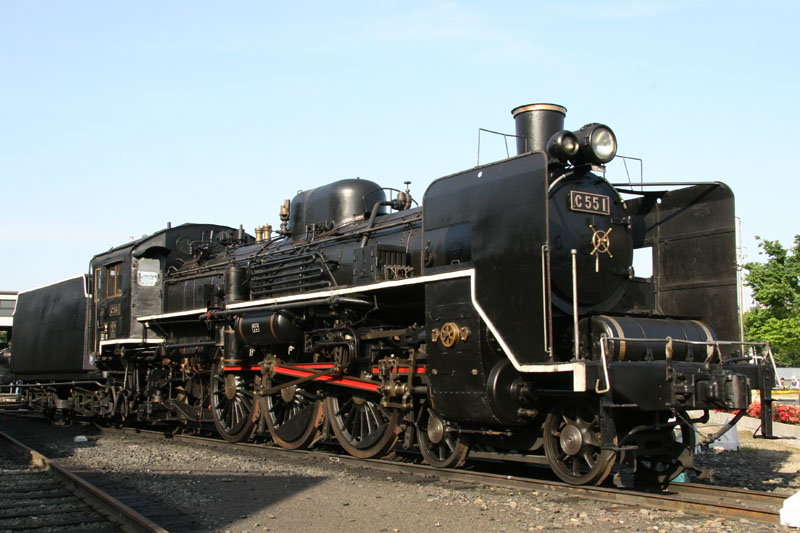
C55 1
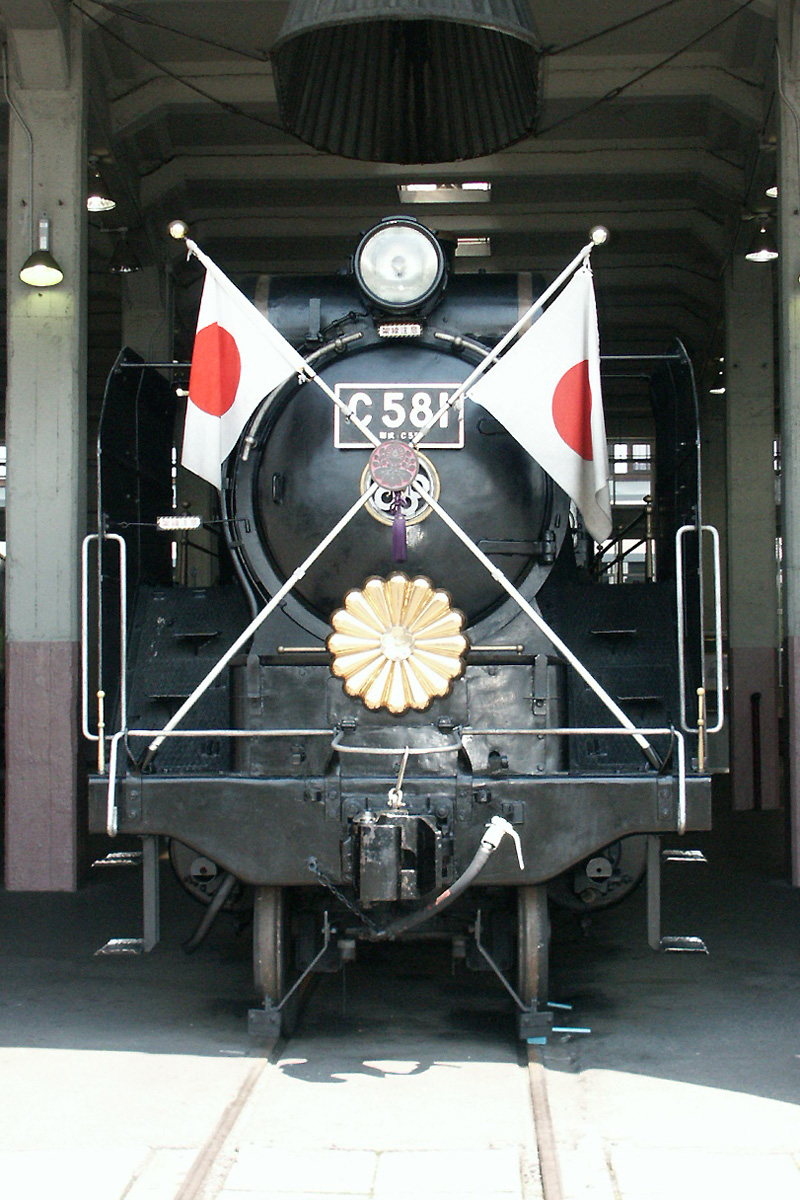
C58 1
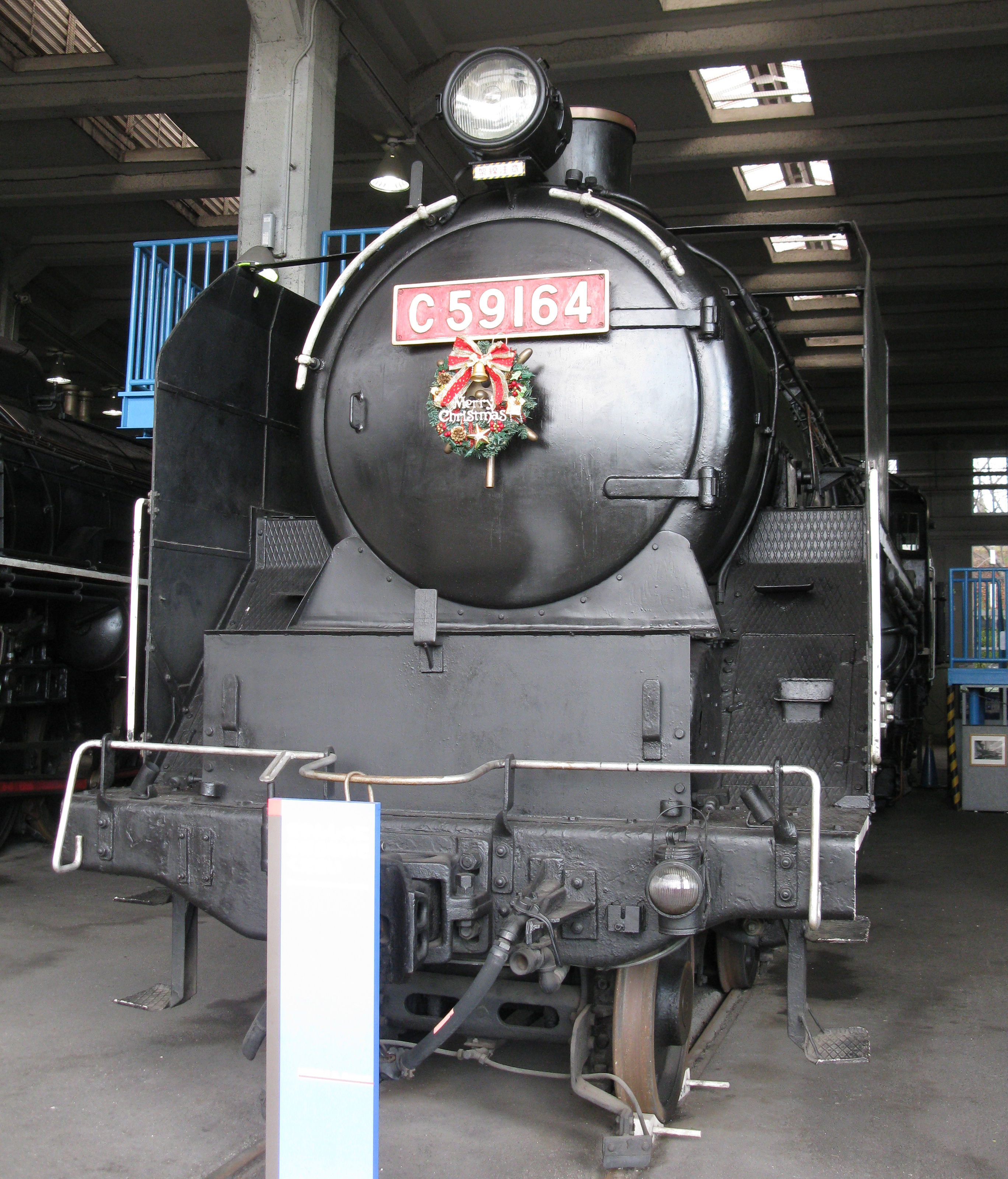
C59 164
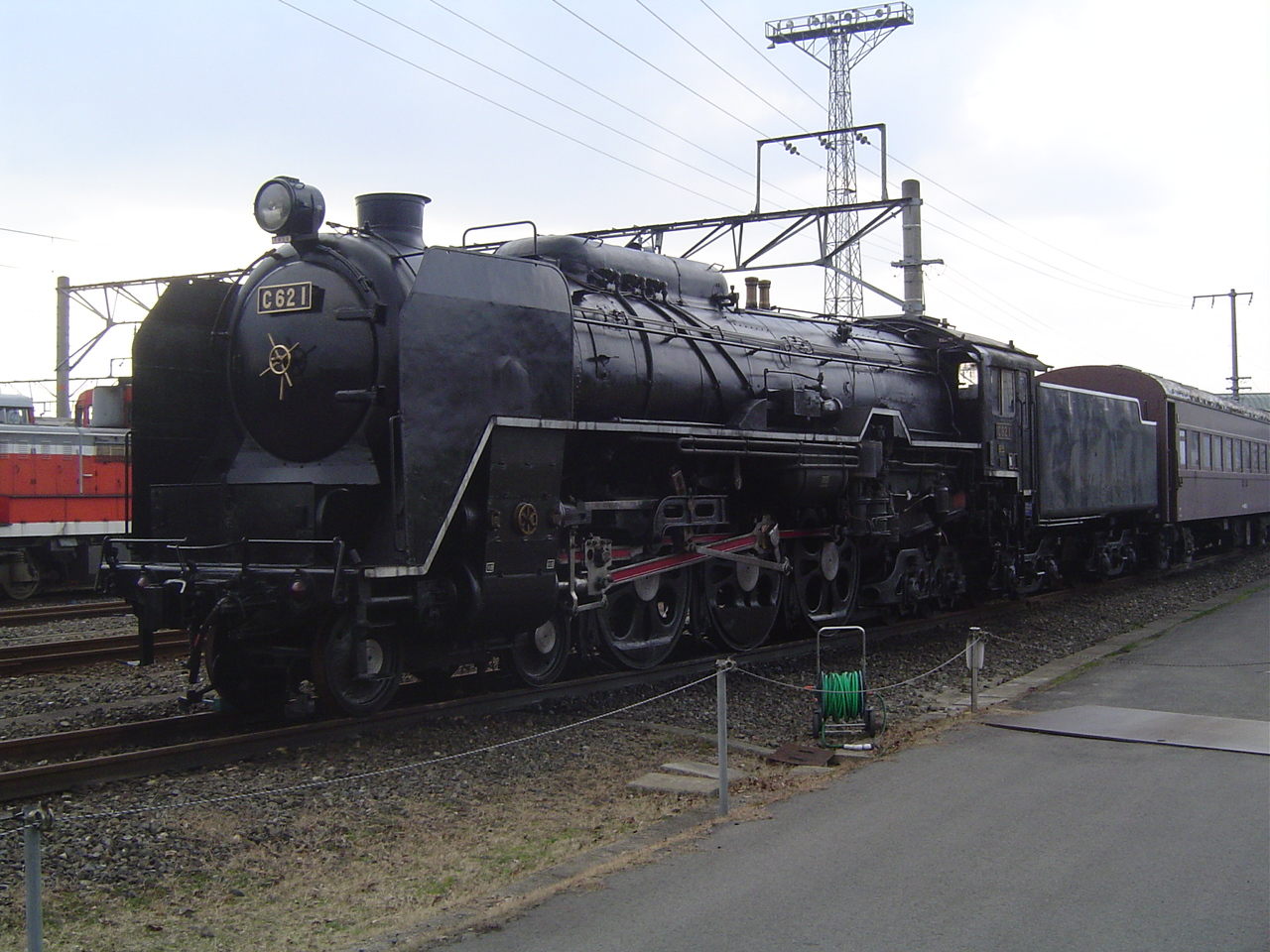
C62 1
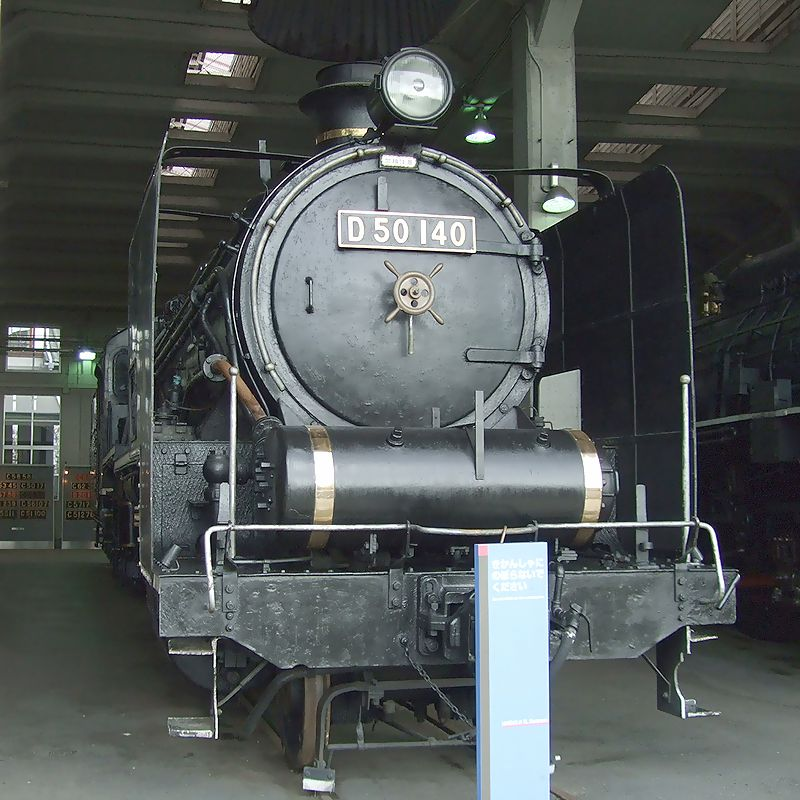
D50 140
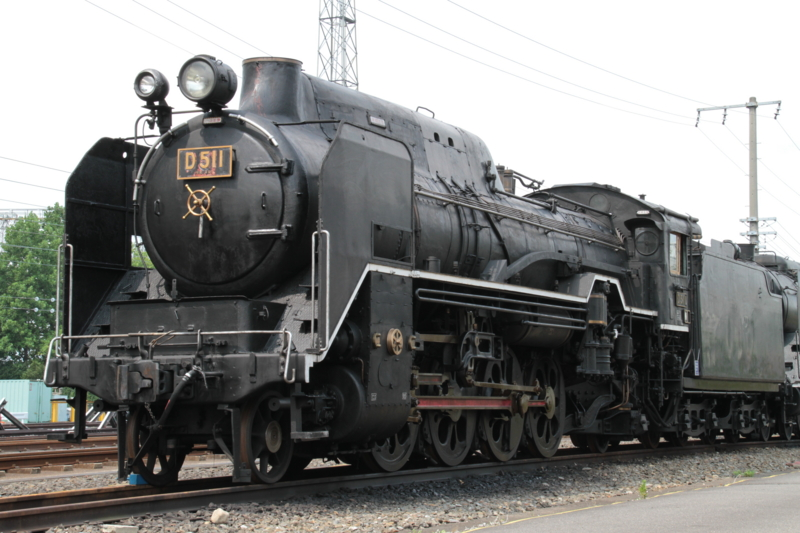
D51 1
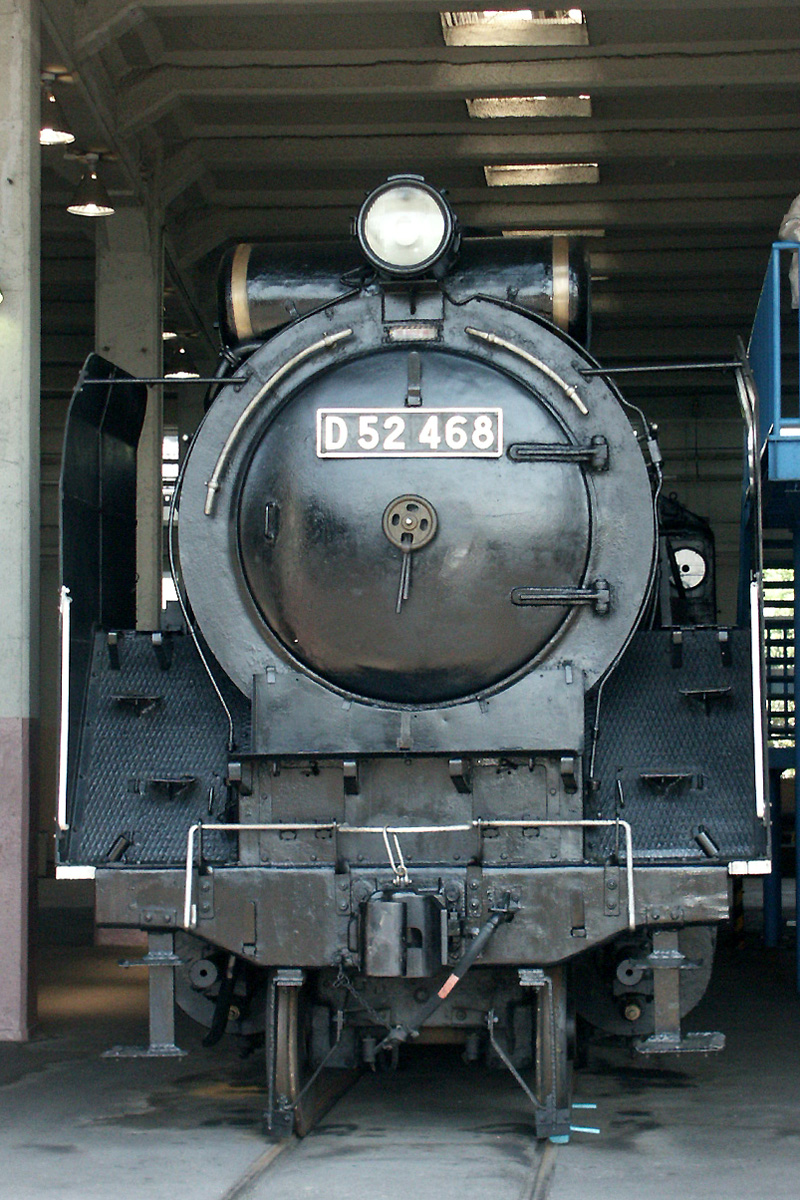
D52 468